# 拉茹 (汝拉省)
拉茹（法語：Lajoux，法語發音：[laʒu]）是法国汝拉省的一个市镇，属于圣克洛德区。

## 地理
拉茹（46°22'30"N, 5°58'18"E）面积23.65 平方千米，位于法国勃艮第-弗朗什-孔泰大區汝拉省，该省份为法国东部内陆省份，北起上索恩省，西北接科多尔省，西临索恩-卢瓦尔省，南至安省，东与杜省和瑞士接壤。
与拉茹接壤的市镇（或旧市镇、城区）包括：迪沃讷莱班、米茹、拉穆拉、普雷马农、塞蒙塞勒-莱莫吕讷。

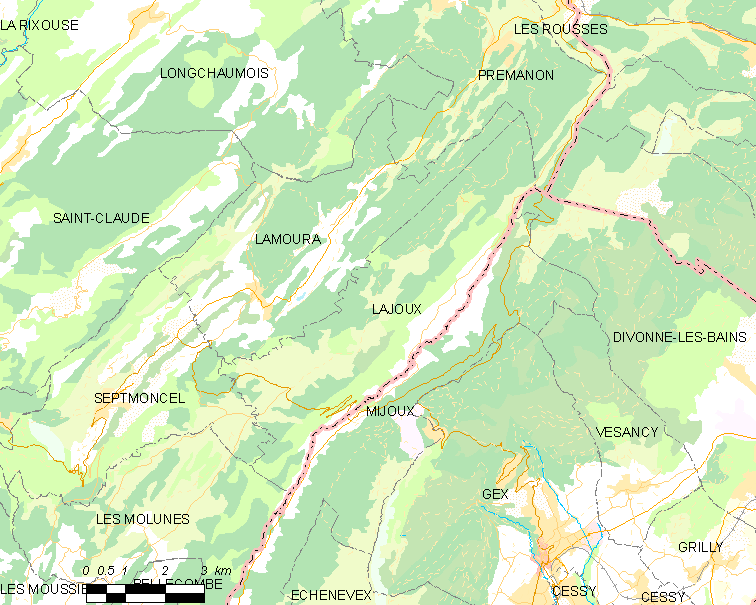
的OSM定位图

拉茹的时区为UTC+01:00、UTC+02:00（夏令时）。

## 行政
拉茹的邮政编码为01410、39310，INSEE市镇编码为39274。

## 政治
拉茹所属的省级选区为科托迪利宗县。

## 人口

1962-2008年间人口变化图示

拉茹于2022年1月1日时的人口数量为299人。